# Naturschutzgebiet An der Gemeine
Das Naturschutzgebiet An der Gemeine mit einer Größe von 18,05 ha liegt östlich von Dreislar im Stadtgebiet von Medebach. Es wurde 2003 mit dem Landschaftsplan Medebach durch den Hochsauerlandkreis als Naturschutzgebiet (NSG) ausgewiesen. Das NSG ist Teil des Europäischen Vogelschutzgebiets Medebacher Bucht. Im Osten geht es bis zur Landesgrenze nach Hessen.

## Gebietsbeschreibung
Im NSG handelt es sich um ein Grünlandbereich mit Feucht- und Magergrünland und Hecken.  

## Tier- und Pflanzenarten im NSG
Im NSG brüten Heckenbrüter wie Neuntöter.
Im NSG kommen gefährdete Pflanzenarten vor. Das Landesamt für Natur, Umwelt und Verbraucherschutz Nordrhein-Westfalen dokumentierte im Schutzgebiet Pflanzenarten wie Bachbunge, Besenginster, Blutwurz, Breitblättriger Thymian, Brennender Hahnenfuß, Dornige Hauhechel, Echter Wurmfarn, Echtes Johanniskraut, Echtes Labkraut, Echtes Mädesüß, Gegenblättriges Milzkraut, Gewöhnliches Ferkelkraut, Gewöhnlicher Gilbweiderich, Gras-Sternmiere, Harzer Labkraut, Kleine Bibernelle, Kleine Braunelle, Kleines Habichtskraut, Knolliger Hahnenfuß, Kohldistel, Kriechender Hahnenfuß, Körner-Steinbrech, Magerwiesen-Margerite, Mittlerer Wegerich, Moschus-Malve, Quell-Sternmiere, Rundblättrige Glockenblume, Ruprechtskraut, Schlangen-Knöterich, Spitzlappiger Frauenmantel, Sumpf-Dotterblume, Sumpf-Labkraut, Sumpf-Vergissmeinnicht, Wald-Engelwurz, Wasserpfeffer und Wiesen-Flockenblume.

## Schutzzweck
Das NSG soll das Grünland und seinem Arteninventar schützen. Wie bei allen Naturschutzgebieten in Deutschland wurde in der Schutzausweisung darauf hingewiesen, dass das Gebiet „wegen der Seltenheit, besonderen Eigenart und Schönheit des Gebietes“ zum Naturschutzgebiet erklärt wurde.